# Gillian Sheen
Gillian Mary Sheen (Willesden, 21 augustus 1928 – Auburn (New York), 5 juli 2021) was een Brits schermer.
Sheen werd in 1956 olympisch kampioen individueel.
Sheen won in 1950 op de wereldkampioenschappen de bronzen medaille met het team.
Ze overleed op 92-jarige leeftijd.

## Resultaten

### Olympische Zomerspelen
| Jaar | Plaats    | Resultaten                                 |
| ---- | --------- | ------------------------------------------ |
| 1952 | Helsinki  | 1e ronde floret                            |
| 1956 | Melbourne | floret                                     |
| 1960 | Rome      | KF poule floret 1e ronde poule floret team |

### Wereldkampioenschappen schermen
| Jaar | Plaats      | Resultaten  |
| ---- | ----------- | ----------- |
| 1950 | Monte Carlo | floret team |

1924: Ellen Osiier ·
1928: Helene Mayer ·
1932: Ellen Preis ·
1936: Ilona Elek ·
1948: Ilona Elek ·
1952: Irene Camber ·
1956: Gillian Sheen ·
1960: Heidi Schmid ·
1964: Ildikó Uslaky-Rejtő ·
1968: Jelena Novikova ·
1972: Antonella Ragno-Lonzi ·
1976: Ildikó Schwarczenberger ·
1980: Pascale Trinquet ·
1984: Luan Jujie ·
1988: Anja Fichtel ·
1992: Giovanna Trillini ·
1996: Laura Badea ·
2000: Valentina Vezzali ·
2004: Valentina Vezzali ·
2008: Valentina Vezzali ·
2012: Elisa Di Francisca ·
2016: Inna Deriglazova ·
2020: Lee Kiefer ·
2024: Lee Kiefer